# Вольфганг де Бер
Вольфганг де Бер (нім. Wolfgang de Beer; 16 серпня 1971, Дінслакен — 30 грудня 2024) — німецький футболіст, що грав на позиції воротаря. По завершенні ігрової кар'єри — футбольний тренер. З 2002 по 2018 роки був тренером воротарів у клубі «Боруссія» (Дортмунд).
Виступав за клуби «Дуйсбург» та «Боруссія» (Дортмунд), а також провів один матч за молодіжну збірну ФРН. Найбільших досягнень здобув з дортмундським клубом, у складі якого став дворазовим чемпіоном Німеччини, володарем Кубка ФРН, дворазовим володарем Суперкубка Німеччини, а також переможцем Ліги чемпіонів УЄФА та Міжконтинентального кубка. Щоправда, починаючи з сезону 1991/92, коли були здобуті більшість з трофеїв, він був лише резервним воротарем і вкрай рідко виходив на поле.

## Кар'єра

### «Дуйсбург»
Вольфганг де Бер почав грати в футбол у клубі «Ян Гісфельд». В 1978 році він потрапив до молодіжної команди «Дуйсбурга». Дебютував в основній команді Вольфганг бувши ще неповнолітнім, у 33-му турі сезону 1981/82. Де Бер отримав хороші відгуки, попри поразку з рахунком 1:5 від «Вердера». У наступному сезоні де Бер отримав хорошу можливість проявити себе в команді, тому, що клуб не бажав продовжувати контракти з резервними воротарями Вольфгангом Шрайнером і Ульріхом Фуксом.
В 1983/84 сезоні він, нарешті, закріпився в основному складі Й відразу ж був викликаний в молодіжну збірну ФРН. Він провів один матч за команду проти однолітків з СРСР, він був єдиним гравцем збірної з другого дивізіону. Проте, це була його перша й остання гра на міжнародній арені. В 1983/84 сезоні «Дуйсбург» боровся за підвищення у Бундеслігу, але в першому матчі плей-оф за підвищення його команда була розгромлена «Айнтрахтом» з рахунком 5:0. Більш того, за підсумками 1985/86 сезону клуб зайняв останнє місце в лізі, пропустивши 86 голів, після чого де Бер покинув клуб.

### «Боруссія Дортмунд»
Влітку 1986 року де Бер перейшов в «Боруссію» (Дортмунд). Там він став дублером Ролфа Меєра, який пізніше перейшов в «Штутгарт». Завдяки травмі Мейєра в передсезонній грі, де Бер отримав можливість проявити себе і незабаром став улюбленцем публіки. У своєму першому матчі він грав проти «Баварії» і залишив свої ворота «сухими». Він грав добре і в інших матчах, за що його похвалили. В цей час він також отримав від своїх товаришів по команді прізвисько «Тедді».
4 листопада 1987 року в матчі Кубка УЄФА проти «Вележа» де Бер знову підтвердив свій клас, зробивши кілька сейвів і навіть відбивши пенальті. Таким чином він забезпечив команді місце в плей-офф. Протягом наступних декількох років де Бер демонстрував хорошу гру, однак, все сильніше стало проявлятися його слабке місце — гра в штрафному майданчику.
Перший титул у своїй кар'єрі де Бер завоював 24 червня 1989 року, у фіналі кубку Німеччини з рахунком 4:1 був обіграний «Вердер». 
Перед початком сезону 1990/91 воротар молодіжної збірної Штефан Клос, вперше став серйозним конкурентом для де Бера. І після поразки «Боруссії» від «Штутгарта» у 18 турі з розгромним рахунком 7:0 де Бера розкритикувала преса. Після невдалої гри, що завершилася поразкою від «Айнтрахта» з рахунком 0:3, де Бер випав з основного складу. 
У наступному сезоні де Бер втратив місце в основі після двох невдалих ігор проти клубу «Ганновер 96» у фіналі кубка Німеччини. Перед сезоном 1992/93 де Бер сподівався зберегти своє місце в складі. Однак, він не зміг зробити це, оскільки Клос перевершував його в навичках. 25 березня 1993 року конкуренція підійшла до своєї кульмінації, коли де Бер зламав великогомілкову та малогомілкову кістки, у результаті чого він на дев'ять місяців був відсторонений від тренувань. Серед його найбільших успіхів на додаток до перемоги в кубку 1989 року був чемпіонський титул і перемога в Лізічемпіонів та Міжконтинентальному кубку (у фіналі де Бер не грав). Він отримував пропозиції від інших клубів, але відповідав відмовою і залишився з «Боруссією», яка продовжила контракт попри травми.
Навіть після переходу Клоса в «Рейнджерс» де Бер залишився резервним воротарем, дублюючи Єнса Леманна.
Після серйозної травми коліна де Бер закінчив свою ігрову кар'єру після закінчення сезону 2000/01. Всього за кар'єру воротар провів 182 матчів в Бундеслізі, а також 61 матч у Другій Бундеслізі.

## Кар'єра тренера
Розпочав тренерську кар'єру невдовзі по завершенні кар'єри гравця, 2002 року, увійшовши до тренерського штабу «Боруссії» (Дортмунд), де став працювати тренером воротарів. Наразі досвід тренерської роботи обмежується цим клубом, в якому Вольфганг де Бер працює і досі.

## Титули та досягнення
- Чемпіон Німеччини (2):

«Боруссія» (Дортмунд): 1994–95, 1995–96
- Володар Кубка Німеччини (1):

«Боруссія» (Дортмунд): 1988–89
- Володар Суперкубка Німеччини (3):

«Боруссія» (Дортмунд): 1989, 1995, 1996
- Переможець Ліги чемпіонів УЄФА (1):

«Боруссія» (Дортмунд): 1996-97
- Володар Міжконтинентального кубка (1):

«Боруссія» (Дортмунд): 1997